# CCC (firma)
CCC Spółka Akcyjna je polská obuvnická a obchodní společnost. Sídlí v Polkowicích, kde také vlastní továrnu na boty. Byla založena v roce 1999. Společnost působí ve 29 zemích. 
Pod společnost také patří e-shopy e-obuv.cz, DeeZee a módní značka Modivo.